# Martinus Olai Gestricius
Martinus Olai Gestricius, död 1585 i Nyköping, var biskop i Linköping.

## Biografi
Martinus Olai var son till Olof Matsson, rådman i Gävle, (i Johan Bures originalskrift heter han 'Olof Matsson i Gävle', men i senare avskrifter har han benämnts Olof Mårtensson) och Katarina Andersdotter Grubb Uppgift från biskopens biografi i Svenskt biografiskt lexikon, Stockholm 1985. Hon var dotter till Anders Persson från Grubbe, dvs Grubbs anfader från Bureätten. Hans bror var Laurentius Olai Gestricius.
Han studerade i Tyskland och blev magister i Wittenberg år 1550. Tack vare Martin Luthers medhjälpare Philipp Melanchthons rekommendationer utnämndes han till skolrektor i Uppsala, då han återvände till Sverige 1557. Därefter blev han kung Eriks hovpredikant och befordrades 1562 till superintendent över Norrland och prost i Gävle. 1569 fick han fullmakt som biskop i Linköping. Han tillträdde 1571, men vigdes inte förrän 1575, då han själv, ärkebiskopen Laurentius Petri Gothus och den nye biskopen i Västerås, Erasmus Nicolai ceremoniellt installerades på en gång.
1577 ville kung Johan III införa en ny kyrkoordning med den så kallade Röda boken och Gestricius gick först med på förslaget, men ändrade sig senare. Detta gjorde kungen rasande och Gestricius blev tvungen att "...ikläda sig full biskoplig ornat och därefter, medelst densammas nedläggande på altaret i domkyrkan, offentligen afsäga sig biskopsämbetet.", som det står i Svenskt Biografiskt Handlexikon från 1906. Han betraktades som fredlös i kungens rike. Han tog sig till Södermanland och hertig Karl, sedermera kung Karl IX som gjorde honom till kyrkoherde i Nyköping.

### Familj
Gestricius var gift med Kristina Månsdotter eller Christina Larsdotter och de fick en son, Olaus Martini som senare blev ärkebiskop. Kristina var dotter till kyrkoherden Laurentius Petri eller Måns Erici i Forsa socken.